# Union des progressistes juifs de Belgique
L'Union des progressistes juifs de Belgique (UPJB) est une association juive de gauche belge non-sioniste diasporiste.
L'association bruxelloise francophone a été formée par des membres du mouvement communiste belge. L'UPJB ne siège pas au sein du Comité de coordination des organisations juives de Belgique (CCOJB), organisation faitière de l’ensemble des organisations juives de Belgique, qui suppose pour en être membre « le soutien par tous les moyens appropriés à l’État d’Israël ». L'UPJB est en effet critique du gouvernement israélien et favorable à l'indépendance de la Palestine,,,. Elle est également impliquée dans le mouvement antiraciste en Belgique.

## Histoire
L'opposition à Israël au sein des milieux communistes prend de l'ampleur avec le revirement politique de l'Union soviétique et l'invasion de l’Égypte en 1956, voyant Israël s'associer aux États occidentaux. Cependant à la suite des purges antisémites de l'Union soviétique et la perte de soutien à la politique communiste antisioniste parmi les Juifs de Belgique, les derniers militants décident de se regrouper pour former une organisation reprenant les dissidents juifs qui sont opposé à l'État juif et aux politiques de l'Occident.
En 1969, l’Union des Progressistes Juifs de Belgique (UPJB), est créé par le regroupement de  Solidarité juive, une organisation communiste et antifasciste juive ainsi que  l’Union Sportive des Jeunes Juifs (USJJ), de l’Amicale des Moniteurs de ses colonies de vacances, du Comité des Parents et Amis de l’Union des Jeunes Juifs Progressistes (UJJP), qui se détache du Parti communiste. 

## RevuePoints critiques
Tous les deux mois, Points critiques fait le point – critique – de l’actualité juive progressiste. Car, comme l’UPJB, Points critiques est une revue « juive progressiste ». On peut y trouver de nombreuses traces de la culture juive, contemporaine ou passée (littérature, histoire, philosophie, arts plastiques, musique, arts du spectacle), des réflexions, des débats sur des sujets qui préoccupent la gauche : immigration, racisme, inégalités sociales..., ainsi qu’un agenda, des informations et des comptes rendus d’activités de l’UPJB et de l’UPJB- jeunes. 

## Activités

### Activités politiques
L’UPJB prend régulièrement publiquement position sous forme d’éditoriaux de sa revue, de communiqués de presse ou de « cartes blanches ». Elle participe aussi, avec d’autres associations, à des prises de position publiques collectives et co-organise ou appelle à rejoindre des événements publics (meetings, manifestations de rue) à caractère politique concernant en particulier le conflit israélo-palestinien.
Elle soutient la lutte du peuple palestinien pour l’accession à l'indépendance, mais également celle d'autres populations de pays défavorisés. Elle est notamment intervenue en soutien aux rescapés du génocide rwandais et aux victimes de la guerre en Bosnie. Elle est particulièrement investie dans la lutte pour la reconnaissance des droits des réfugiés et du combat contre l’extrême droite.  L'UPJB est également une association culturelle qui milite contre l’assimilation forcée des Juifs dans leur cadre de vie. Elle a ainsi initié des activités telles que la commémoration laïque de certaines fêtes juives et engagé une réflexion identitaire sur la judaïté.
L’UPJB organise des évènements de conférences-débats et des ciné-débats entre militants de gauches, touchant à des questions politiques, sociales et culturelles.

### Commémoration
L’UPJB commémore chaque année, le 19 avril 1943, date du début de l’insurrection du Ghetto de Varsovie et de l’arrêt par trois jeunes résistants du XXe convoi de déportés vers Auschwitz, non seulement ces deux événements héroïques, mais aussi le souvenir des déportés juifs et tziganes entre 1942 et 1944.
Elle participe aussi à des commémorations de la Shoah organisées par les institutions juives, ainsi qu’à des événements qu'elle considère de même nature concernant d’autres génocides. 

#### UPJB - Jeunes
C’est le mouvement de jeunesse de l’UPJB. Il organise des activités éducatives (culturelles et de détente, basées sur une éducation au partage, à la vie collective) pour tous les enfants de 6 à 16 ans, dans une perspective juive laïque, de gauche, diasporiste.
L’UPJB-jeunes comprends des enfants et des adolescents qui se regroupent pour des activités sociales et politiques. Des « camps » d’une durée d'une à deux semaines sont organisés plusieurs fois par an en Belgique ou à l’étranger.

### Activités sociales
« Rue de la Victoire » est une chorale qui interprète des chants de lutte politique et de mémoire en plusieurs langues. En 2016 une troupe théâtrale est constituée. Une célébration laïque de la Pâque juive constitue pour l’UPJB « l’occasion d’actualiser un mythe fondateur » mis en parallèle avec des situations politiques contemporaines.
Le Grand Bal Yiddish (bisannuel) constitue un grand moment festif, musical, dansant et culinaire de l’UPJB au cours duquel la culture juive ashkénaze (issue d’Europe centrale et orientale) est mise à l’honneur. 
Le club des seniors organise des activités : conférences, débats, concerts, projection de  films, visites de musées, d’expositions, de villes, balades-découvertes dans la nature, rencontres avec des personnalités.

## Sources
1. 1 2  Caroline Sägesser, « Les structures du monde juif en Belgique », Courrier hebdomadaire du CRISP, vol. 30, no 1615,‎ 1998, p. 1-28 (DOI 10.3917/cris.1615.0001)
2. ↑  « Union Des Progressistes Juifs De Belgique », sur Animalin, Activités Extrascolaires à Saint-Gilles (consulté le 26 novembre 2022).
3. ↑  « A propos », sur CCOJB (consulté le 18 décembre 2023)
4. ↑  (en) Jacob Jay Lindenthal et Stanley J. Robboy, Abi gezunt: Explorations into the role of Health and the American jewish dream, Academic Studies Press, 2017 (ISBN 9781618115362, OCLC 956947785)
5. ↑  Kim Christiaens (éd.), John Nieuwenhuys (éd.) et Charel Roemer (éd.), International Solidarity in the low countries during the twentieth century: new perspectives and themes, De Gruyter Oldenbourg, 2020.
6. ↑  Ziyad Abualrob et Marc Lits (prom.), Le conflit israélo-arabe dans la presse européenne : analyse critique de neuf quotidiens
belges, français et britanniques (thyèse), UCLouvain (présentation en ligne).
7. ↑  Henri Goldman, « Un néo-bundisme bricolé, l’exemple de l’Union des progressistes juifs de Belgique », sur Yaani, 10 novembre 2024 (consulté le 22 juin 2025)
8. ↑  Cphristiaens, K., Nieuwenhuys, J., & Roemer, C. (2020). International Solidarity in the low countries during the twentieth century new perspectives and themes. De Gruyter Oldenbourg.
9. ↑  Caroline Sagesser, « Les structures du monde juif en Belgique », Centre de recherche et d'information socio-politiques CRISP,‎ 1998